# BWB (groupe)
Pour les articles homonymes, voir BWB (homonymie).
BWB (Brown-Whalum-Braun) est un supergroupe américain de smooth jazz composé du guitariste Norman Brown, du saxophoniste Kirk Whalum et du trompettiste Rick Braun. À ce jour le trio n'a sorti qu'un album de reprises R&B, en 2002, "Groovin", sur lequel on retrouve en tant qu'invités des chanteuses comme Dee Dee Bridgewater ou Cassandra Wilson ainsi que des musiciens comme le contrebassiste Christian McBride, le batteur Gregory Hutchinson ou le claviériste Ricky Peterson. Cet album est composé uniquement de reprises jazzy de standards de la soul et du funk. Depuis on a pu voir le trio se reformer de façon passagère sur les albums de ses membres.

## Discographie
Groovin' (2002)
BWB (2016)
Participations sur les albums de :

Kirk Whalum : Into My Soul 2003 - Titre : "Hoddamile (Hot Or Mild)"

Kirk Whalum : Kirk Whalum Performs the Babyface Songbook 2005 - Titre : "Can We Talk"

Norman Brown : Stay With Me 2007 - Titre : "It Ain't Over BWB"